# Agostino Busti
Agostino Busti (il Bambaja), (Busto Arsizio, 1483 – Milánó, 1548) lombardiai szobrász. 
Két fő művét, Gaston de Foix (1515-28) és a Birago család síremlékét szétszedték, amikor lebontották a templomot, ahol eredetileg fel lettek állítva. Darabjaikat a milánói Castello Museo Sforzescóban és más, kisebb közgyűjteményekben helyezték el.
Busti több síremléket faragott, részt vett a milánói dóm építésében. Technikája finom, stílusa klasszikus hatásra vall. Dekoratív faragványai a lombardiai reneszánsz szép példái.

## Galéria

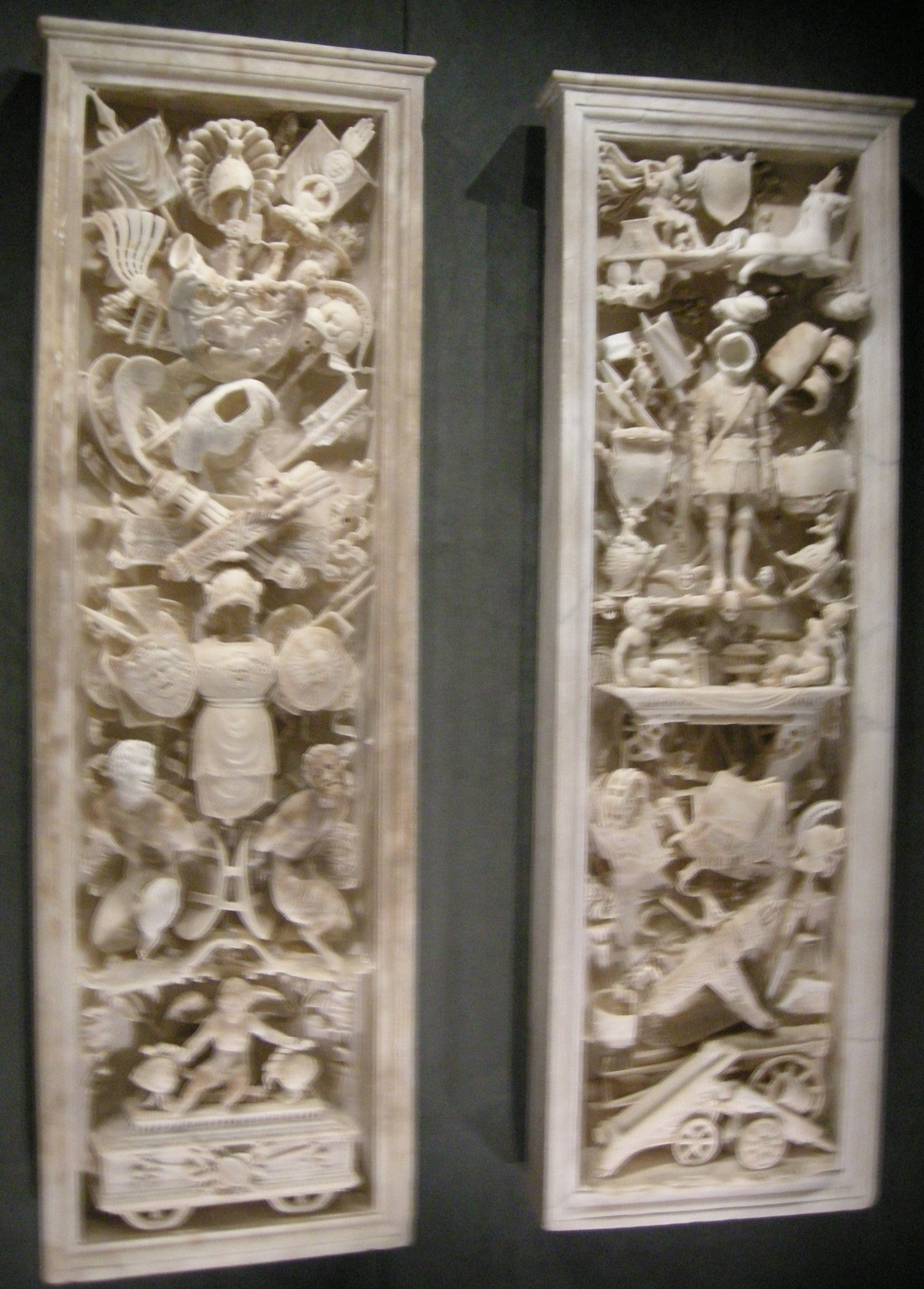
Csatajelenetek, 1515-23
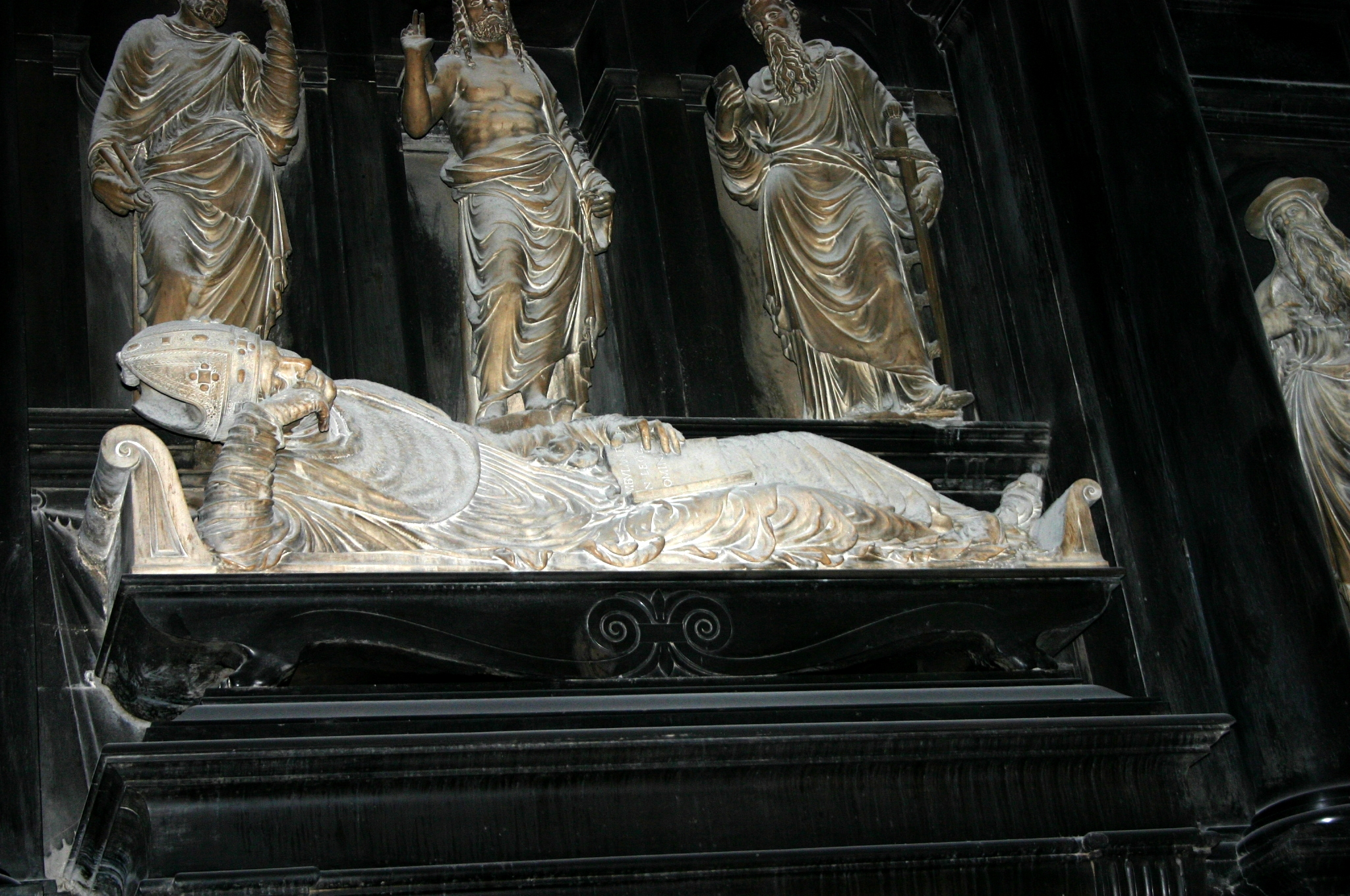
Marino Caracciolo püspök síremléke a milánói dómban
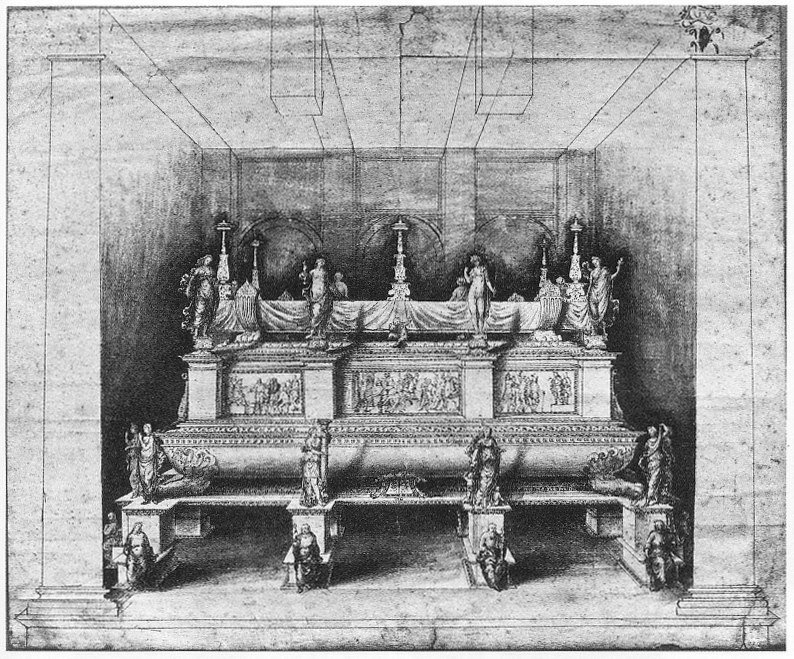
Gaston de Foix síremlékének rekonstruált rajza
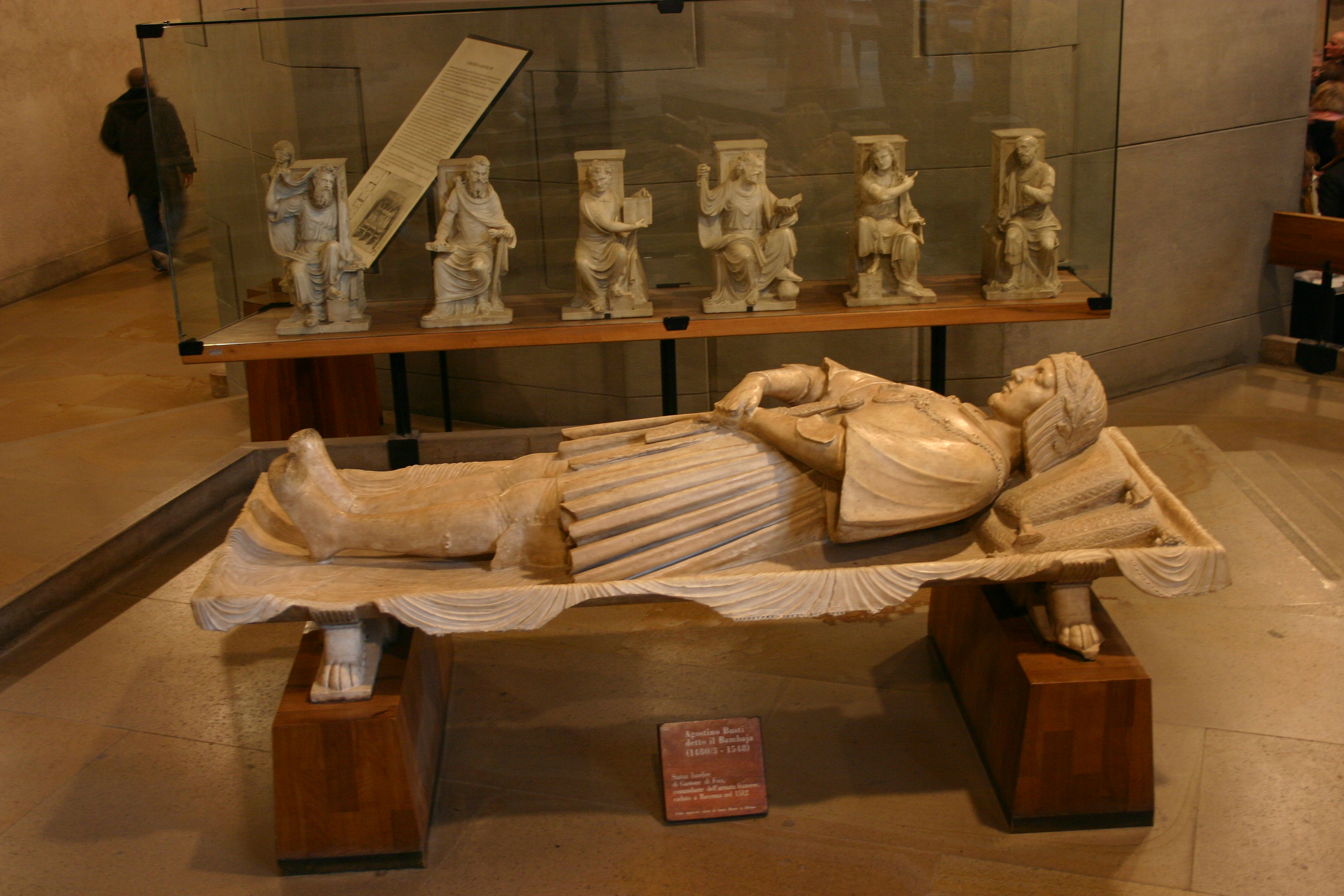
Gaston de Foix sírszobra a Castello Sforzescóban